# 2012年吉里巴斯總統選舉
2012年1月13日吉里巴斯舉行總統選舉，之前在2011年10月進行了兩輪議會選舉。時任總統湯安諾在是次選舉中尋求第3個四年任期，最後以42.18%得票率擊敗對手Tetaua Taitai及前聯合同盟黨黨主席瑞米塔·拜尼阿米纳。
本次大選原定2011年12月30日舉行，但為了讓民眾慶祝新年，於是將選舉推遲至2012年1月13日。

## 背景
根據《吉里巴斯憲法》的規定，每屆總統選舉的候選人均由議會選出，最多4個。總統一屆的任期是4年，最多可連任2次。

## 候選人
2011年改組的新議會提名3位候選人：
- 湯安諾－自2003年起擔任總統。
- Tetaua Taitai－醫生及政治人物。
- 瑞米塔·拜尼阿米纳－前聯合同盟黨黨主席。

## 外部連結
- （英文）東西方中心：吉里巴斯議會提名3位總統候選人
- （英文）群島事務：吉里巴斯總統公開競選-2011年11月15日